# Cléry-sur-Somme
Cléry-sur-Somme település Franciaországban, Somme megyében. Lakosainak száma 515 fő (2022. január 1.). Cléry-sur-Somme Allaines, Biaches, Bouchavesnes-Bergen, Feuillères, Flaucourt, Hem-Monacu, Maurepas, Péronne és Rancourt községekkel határos.

## Népesség
A település népességének változása:
| Lakosok száma | 543  | 554  | 575  | 546  | 534  | 522  | 523  | 520  | 515  |
|               | 2013 | 2015 | 2016 | 2017 | 2018 | 2019 | 2020 | 2021 | 2022 |